# Mariya Pakina
Mariya Pakina (* 23. Juni 1996) ist eine usbekische Badmintonspielerin. 

## Karriere
Mariya Pakina startete 2012 bei der Badminton-Juniorenweltmeisterschaft sowohl im Dameneinzel, im Damendoppel als auch im Mixed. In allen drei Disziplinen schied sie dabei in der ersten Runde aus. Mit der usbekischen Mannschaft belegte sie Rang 30 in der Teamkonkurrenz. Ein Jahr später repräsentierte sie Usbekistan bereits als Nationalspielerin bei den Asienmeisterschaften. Dort war sie im Damendoppel und im Mixed am Start. Im Mixed schied sie in der Qualifikation aus, im Doppel war in der ersten Runde des Hauptfeldes Endstation.